# Vilmos Lázár (équitation)
Ne doit pas être confondu avec Vilmos Lázár.
Vilmos Lázár est un meneur hongrois spécialisé en attelage en paire. Il a notamment été champion du monde en individuel et par équipe lors des championnats du monde de 2013 et de 2015.